# Nueva Zelanda en la Copa de las Naciones de la OFC 1973
La participación de la Selección de fútbol de Nueva Zelanda en la primera Copa de las Naciones de la OFC fue un hecho importantísimo para el fútbol neozelandés, ya que se trataba del primer de los tantos campeonatos oceánicos ganados por dicha selección, la edición de 1973.
La edición de 1973 se llevó a cabo en Auckland, Nueva Zelanda y la selección neozelandesa hizo valer su localía, ganando sin muchos problemas la fase de grupos y venciendo en la final a Tahití por 2:0.
Convirtió 13 goles y le hicieron tan solo 4. Alan Marley apareció como goleador con 3 tantos.

## Participación

### Primera fase
| Equipo          | Pts | PJ | PG | PE | PP | GF | GC | Dif |
| --------------- | --- | -- | -- | -- | -- | -- | -- | --- |
| Nueva Zelanda   | 7   | 4  | 3  | 1  | 0  | 11 | 4  | 7   |
| Tahití          | 6   | 4  | 2  | 2  | 0  | 7  | 2  | 5   |
| Nueva Caledonia | 4   | 4  | 2  | 0  | 2  | 8  | 5  | 3   |
| Nuevas Hébridas | 3   | 4  | 1  | 1  | 2  | 4  | 8  | -4  |
| Fiyi            | 0   | 4  | 0  | 0  | 4  | 2  | 13 | -11 |

| 17 de febrero de 1973 | Nueva Zelanda                          | 5:1 | Fiyi     | Newmarket Park, Auckland                  |                                           |
|                       | Turner · Taylor · Brand · Bland · Vest |     | Vakatawa | Árbitro(s): A. Nakagawa (Nueva Caledonia) | Árbitro(s): A. Nakagawa (Nueva Caledonia) |

| 18 de febrero de 1973 | Tahití | 1:1 | Nueva Zelanda | Newmarket Park, Auckland    |                             |
|                       | Bennet |     | Vest          | Árbitro(s): P. Raman (Fiyi) | Árbitro(s): P. Raman (Fiyi) |

| 21 de febrero de 1973 | Nueva Zelanda     | 2:1 | Fiyi  | Newmarket Park, Auckland                 |                                          |
|                       | Marley · Latimour |     | Xovie | Árbitro(s): T. Delahunty (Nueva Zelanda) | Árbitro(s): T. Delahunty (Nueva Zelanda) |

| 23 de febrero de 1973 | Nueva Zelanda            | 3:1 | Nuevas Hébridas | Newmarket Park, Auckland         |                                  |
|                       | Bland · Hardman · Marley |     |                 | Árbitro(s): P. Tahuaitu (Tahití) | Árbitro(s): P. Tahuaitu (Tahití) |

### Final
| 24 de febrero de 1973 | Nueva Zelanda   | 2:0 | Tahití | Newmarket Park, Auckland         |                                  |
|                       | Taylor · Marley |     |        | Árbitro(s): P. Tahuaitu (Tahití) | Árbitro(s): P. Tahuaitu (Tahití) |

| Predecesor: Ninguno | Nueva Zelanda en la Copa de las Naciones de la OFC Nueva Zelanda 1973 | Sucesor: Nueva Caledonia 1980 |

- Datos: Q6046729